# Anton Stamitz
Anton Stamitz, ursprungligen Antonín Thadaeus Jan Nepomuk Stamic, född 1750 eller 1754 i Mannheim, död 1798 eller 1809 i Paris, var en tysk (tjeckisk i andra generationen) violinist och kompositör.
Anton Stamitz och hans bror Carl fick sina första violinlektioner av fadern Johann. Efter faderns död 1757 tog sig Christian Cannabich an dem som studenter. Cannabich hade själv tidigare varit elev hos Stamitz. Båda bröderna var vid det laget redan violinister i det berömda hovkapellet i Mannheim och deltog i dess utveckling.
År 1770 besökte tillsammans med sin bror Paris och etablerade sig där. Mellan 1782 och 1789 spelade han i det kungliga hovkapellet i Versailles där han fick titeln "ordinaire de la musique du roi". Där var han också violinlärare till Rodolphe Kreutzer. Hans vidare historia fram till 1798 är okänd. Han kan ha levt så länge som till 1809.

## Verk
- 12 Symfonier
- 3 Sinfonia Concertantes
- 4 Pianokonserter
- 20 Violinkonserter
- 1 Klarinettkonsert
- 1 Flöjtkonsert
- 1 Konsert för två flöjter
- 6 Duos för två flöjter, publicerade som Opus 1.
- 8 Capricer för soloflöjt
- 15 Kvartetter